# Mansión Paramonov
La mansión Nikolai Paramonov es una mansión ubicada en la ciudad de Rostov del Don. Fue construida en 1914 para el editor de libros Nikolai Paramonov y diseñada por el arquitecto Leonid Aeberg. El edificio está ocupado actualmente por la Biblioteca Científica Y.A. Zhdanov de la Universidad Federal del Sur. La casa es de estilo neoclásico y se considera un monumento arquitectónico de importancia federal.

## Historia
La mansión del destacado editor de libros Nikolai Paramonov (1876–1951), hijo del famoso comerciante E.T Paramonov, fue construida en 1914. Leonid Aeberg fue el diseñador y constructor. Paramonov, empresario y mecenas del arte, fue una destacada figura sociopolítica de principios del siglo XX y fundador de la imprenta "Donskaya Rech". Vivió en la mansión con su esposa Anna y sus hijos.
El edificio fue confiscado por las autoridades soviéticas a principios de 1918 y se convirtió en la sede del comité revolucionario Rostov-Nakhichevan. En mayo del mismo año, después de la expulsión de los bolcheviques de Rostov, la mansión se convirtió en cuartel general del Ejército de Voluntarios. A fines de 1918, un gran incendio dañó severamente el edificio y no se reparó hasta 1923.
Después de las reparaciones, se convirtió en el Centro de Recreación para Constructores, que pronto fue reemplazado por el Instituto de Transfusión de Sangre. En 1930, el edificio era el lugar para el Museo Regional de Historia Local.
Durante la Segunda Guerra Mundial, la mansión fue dañada por el fuego varias veces, sin embargo, los muros permanecieron en pie. En 1947, las autoridades locales decidieron repararla. Leonid Aeberg fue nuevamente designado para estar a cargo de este trabajo. En 1952, las reparaciones se terminaron y el edificio se entregó a la Universidad Estatal de Rostov.
A principios del siglo XXI se hizo evidente que la mansión requería otra reparación importante. La humedad a largo plazo en el sótano había dañado el edificio y los libros que se guardaban allí. En 2005 se reparó la fachada. La reconstrucción del resto de la mansión comenzó en el otoño de 2013.

## Arquitectura
La mansión fue construida en estilo neoclásico. La fachada principal del norte tiene una composición simétrica. Hay un pórtico de seis columnas en el centro de orden jónico. Las fachadas laterales están decoradas con hileras de pilastras. Una escalera de cuatro metros de dos lados conduce a la entrada principal. La planta baja termina con una amplia cornisa.